# Amaia Aberasturi
Amaia Aberasturi, née à Gautegiz Arteaga le 28 avril 1997 est une actrice, danseuse et mannequin basque espagnole.

## Biographie
Amaia Aberasturi a étudié pour devenir enseignante préscolaire, mais joue comme actrice depuis son jeune âge. Elle a obtenu un diplôme en cinéma et télévision à l'école centrale de cinéma de Madrid et a suivi une formation d'expression corporelle à l'école Clara Mendez-Leite. Elle complète sa formation de comédienne en animant des ateliers de dramaturgie pour chorégraphes, danseurs et créateurs de spectacles. Elle se forme également à la danse contemporaine.
Elle tient son premier rôle au cinéma à l'âge de 12 ans dans le film Zigortzaileak (eu), premier film basque sur le harcèlement scolaire. Puis elle a joué dans Umezurtzak d'Ernesto del Río (eu) (2015) et Vitoria, 3 de marzo (es) de Víctor Cabaco (2018). 
En 2020, elle tient le premier rôle du film Les Sorcières d'Akelarre, sous la direction de Pablo Agüero. Pour sa performance dans le film, elle a été nommée dans la catégorie meilleure actrice à la 35e édition des prix Goya, aux prix Feroz et au Círculo de Escritores Cinematográficos. 
Elle est également apparue dans le long métrage Nora réalisé par Lara Izagirre.
À la télévision, elle a joué dans Víctor Ros, Cuéntame cómo pasó et Hospital Valle Norte de TVE et dans la série 45 revoluciones d'Antena 3. Début 2021, elle a signé pour la nouvelle série Netflix Bienvenidos a Edén. Elle y partage l'écran avec Ana Mena, Amaia Salamanca, Berta Vázquez ou Belinda,. Cette même année, elle a signé pour jouer dans la série télévisée de Atresplayer Premium La edad de la ira, où elle tient le rôle de Sandra.

## Filmographie

### Longs métrages
- 2010 : Zigortzaileak (eu) de Arantza Ibarra (es) et Alfonso Arandia (es) : Leire
- 2015 : Umezurtzak de Ernesto del Río (eu) : Amaia
- 2018 : Vitoria, 3 de marzo (es) de Víctor Cabaco : Begoña
- 2020 : Les Sorcières d'Akelarre de Pablo Agüero: Ana
- 2020 : Nora de Lara Izagirre : Chica

### Courts métrages
- 2015 : Bilbao-Bizkaia Ext: Día : Lu
- 2016 : Hasiera de Felipe Ugarte : Sobrina
- 2017 : Ane y las estrellas de Karlos Alastruey : Gaua
- 2017 : Habitación 303 de Jorge Naranjo : Amaia
- 2018 : A Palace Between the Clouds de Luis Navarrete : Ari
- 2018 : El hálito de Eir de Karlos Alastruey : Kali
- 2020 : Los honores de Sergio Barrejón : Sara Joven

### Télévision
- 2014 : Víctor Ros (es) sur TVE : Juana (2 épisodes)
- 2018 : Cuéntame cómo pasó sur TVE : Úrsula (1 épisode)
- 2019 : Hospital Valle Norte (es) sur TVE : Janax (1 épisode)
- 2019 : 45 revoluciones (es) sur Antena 3 : Carmen (6 épisodes)
- 2022 : L'Âge de la colère (La Edad de la Ira) sur Atresplayer Premium : Sandra (4 épisodes)
- 2022-2023 : Bienvenidos a Edén sur Netflix : Zoa Rey Gómez-Fajardo (16 épisodes)

## Distinctions
| Année | Prix                                        | Catégorie           | Œuvre                    | Résultat   | Réf.   |
| ----- | ------------------------------------------- | ------------------- | ------------------------ | ---------- | ------ |
| 2021  | Prix Goya                                   | Meilleure actrice   | Les Sorcières d'Akelarre | Nomination | [ 11 ] |
| 2021  | Prix Feroz                                  | Meilleure actrice   | Les Sorcières d'Akelarre | Nomination | [ 12 ] |
| 2021  | Círculo de Escritores Cinematográficos 2020 | Révélation féminine | Les Sorcières d'Akelarre | Nomination | [ 6 ]  |